# Анна д’Есте
Анна д’Есте (на италиански: Anna d'Este; * 16 ноември 1531, Ферара, Херцогство Ферара; † 17 май 1607, Париж, Кралство Франция) от Дом Есте е чрез първия си брак херцогиня на Омал и Гиз и чрез втория си брак херцогиня на Немур. Има голямо влияние във френския двор по време на войните с хугенотите.

## Произход
Тя е първородното дете на херцога на Ферара Ерколе II д’Есте (* 1508, † 1559) и на съпругата му Рене Френска (* 1510, † 1575). Нейни дядо по баба по бащина линия са Алфонсо I д’Есте и Лукреция Борджия, а по майчина – френският крал Луи XII и Анна Бретонска. Има двама братя и две сестри:
- Алфонсо II (* 1533; † 1597), херцог на Ферара, съпруг на Лукреция де Медичи, на Барбара Австрийска и на Маргарита Гонзага
- Лукреция (* 1535; † 1598), херцогиня на Урбино като съпруга на Франческо Мария II дела Ровере
- Елеонора (* 19 юни 1537, Ферара; † 19 февруари 1581)
- Луиджи (* 1538; † 1586), кардинал 1561 и епископ на Ферара.

## Биография
Анна д'Есте получава много добро образование. Изучава простонароден език, латинска и старогръцка литература, математика и астрономия, история и география, музика и танци.
През 1548 г. е обещана на френския принц Франсоа Лотарингски, херцог на Омал, син на Клод Лотарингски, херцог на Гиз. След дълги преговори на 28 септември същата година е подписан договорът за брака ѝ. Младата булка отпътува за Франция, придружена от майка си и сестрите си до Мантуа. На 28 октомври тя пристига в Гренобъл, където е посрещната от бащата на младоженеца. Сватбата е отпразнувана на 16 декември в Сен Жермен ан Ле близо до Париж. През 1549 г. Анна ражда сина си Анри.
От страна на майка си Анна д'Есте е свързана с Анри II и неговите деца и чрез брака си става член на могъщото семейство Гиз. Нейният италиански произход я свързва по особен начин с кралица Катерина де Медичи. Ставайки херцогиня на Гиз след смъртта на свекъра си през 1550 г., тя управлява заедно със свекърва си Антония дьо Бурбон-Вандом имението и богатството на Гиз. В същото време играе ролята на посредник между дворовете на Франция и Ферара, работейки за интересите на баща си.
През февруари 1563 г. Франсоа I дьо Гиз е убит. Докато убиецът е заловен и незабавно екзекутиран, Анна д'Есте прави всичко възможно, за да арестува Гаспар дьо Колини, лидер на френските калвинисти, когото тя смята за подбудител на убийството. През следващите три години вдовицата оказва натиск върху краля и неговите съдилища да изправят Колини пред правосъдието, но той е обявен за невинен през януари 1566 г. от съвета на краля. В резултат на това мнозина я смятат за отговорна за огнена засада, претърпяна от Колини сутринта на 22 август 1572 г., който остава невредим като по чудо. Трудно е обаче да се установи каква е била истинската роля на Анна д'Есте в това нападение и в последвалото клане във Вартоломеевата нощ.
На 5 май 1566 г. тя се омъжва повторно в Сен Мор де Фосе за Жак Савойски-Немур, херцог на Немур и Женева, и живее в Анси. През 1585 г., след смъртта му Анна живее основно в Париж, в своя Отел дьо Немур. След създаването на Католическата лига, в която синовете ѝ играят важна роля, политическото ѝ значение нараства. Но през декември 1588 г. Анри III нарежда да убият най-големите ѝ синове, а самата Анна е хвърлена в затвора. Пиер Матийо я прави един от героите в La Guisiade.
Източниците не казват нищо за живота ѝ след освобождението ѝ през февруари 1589 г., но някои от нейните съвременници смятат, че тя е вероятна подбудителка на убийството на краля. Назначена от Лигата за „кралица-майка“, принцесата е един от главните герои в столицата, обсадена от войските на Анри IV, който след приемането на Католицизма и възкачването на престола е признат от нея за крал.
След смъртта на брат си Алфонсо II д’Есте, като не приема унаследяването, което последният херцог на Ферара е уредил, Анна съди Чезаре д’Есте, за да получи всички активи на Дом Есте във Франция, и съдът, след дълъг дебат с дискусии и в парижкия парламент, издава присъда в нейна полза.
Прекарва последните години от живота си като надзорница на дома на кралица Мария де Медичи, но е силно задлъжняла и разтревожена за финансовото положение на своите деца и внуци. Когато умира на 17 май 1607 г., стойността на движимото ѝ имущество възлиза на малко над 4000 ливри. Нейните вътрешности са погребани в Париж, сърцето ѝ в гробницата на Гиз в Жоанвил. Тялото ѝ е транспортирано до Анси, където е погребана до втория ѝ съпруг. Странни цветя растат на гроба ѝ в продължение на година и на някои посетители им се струва, че чуват гласове на баварски диалект.

## Брак и потомство
Омъжва се два пъти:
∞ 1. 16 декември 1548 в Сен Жермен ан Ле за Франсоа I Лотарингски (* 17 февруари 1519, Бар льо Дюк; † 24 февруари 1563, Орлеан, Кралство Франция), 2-ри херцог дьо Гиз (1550 – 1563), граф, херцог на Омал и пер на Франция, маркиз на Майен, барон, принц на Жоанвил, велик камерхер на Франция, от когото има шест сина и една дъщеря:
- Анри дьо Гиз (* 31 декември 1550, Жоанвил; † 23 декември 1588, замък на Блоа), 3-ти херцог на Гиз, ∞ 4 октомври 1570 за Катерина дьо Клев (* 1548, † 11 май 1633, Париж), графиня на Йо и на Бофор, княгиня на Шато Рено, от която има седем сина и осем дъщери;
- Катерина Мария Лотарингска (* 18 юли 1552, Жоанвил; † 6 май 1596, Париж), ∞ 4 февруари 1570 за Луи III дьо Бурбон-Вандом (* 10 юни 1513, † 20 септември 1582), херцог на Монпансие, от когото няма деца
- Шарл II Лотарингски (* 26 март 1554, Алансон; † 3 октомври 1611, Соасон), херцог на Майен, ∞ 6 август 1576 за Хенриета Савойска-Вилар (* ок. 1541/1542; † в края на октомври или 14 октомври 1611, Соасон, Кралство Франция), маркиза на Вилар и на Мирибел, графиня на Танд, от която има двама сина и две дъщери;
- Луи II Лотарингски (* 6 юли 1555, Дампиер; † 24 декември 1588, Блоа), кардинал, архиепископ на Реймс (1574 – 1588)
- Антоан Лотарингски (* 1557, † 1560)
- Франсоа Лотарингски (* 1559, † 1573)
- Максимилиан Лотарингски (* 1562, † 1567).

∞ 2. за Жак Савойски-Немур (* 12 октомври 1531, Абатство „Волюизан“ в дн. френски департамент Йон; † 15 юни 1585, имение „Касин-Шастелие“ близо до Монкалиери, Савойско херцогство), втори херцог на Немур (1533 – 1585), граф и от 1564 г. херцог на Женева, маркиз на Сен Сорлен, губернатор на Лион, генерал-полковник от Френската кавалерия, от когото има двама сина и една дъщеря:
- Шарл Емануил Савойски-Немур (* 12 февруари 1567, Нантьой; † 13 август 1595, Анси), принц на Женева, херцог на Немур (1585 – 1595), неженен и бездетен;
- Маргьорит Савойска-Немур (* 1569, † 1572)
- Анри I Савойски-Немур (* 2 ноември 1572, Париж; † 10 юли 1632, пак там), маркиз на Сен Сорлен, херцог на Немур (1595 – 1632), ∞ Анна Лотарингска (* 1600, † 10 февруари 1638), от която има трима сина и една дъщеря